# Slaveri i Tunisien
Slaveri omtalas i det område som sedan blev Tunisien sedan forntiden. Landet var en av destinationerna för den transsahariska slavhandeln, och en av utgångspunkterna för slavhandeln på Barbareskkusten. Slaveriet avskaffades slutgiltigt 1890. 

## Historik
Sedan antiken var Tunisien, liksom Algeriet och Libyen, ett transitområde för den transsahariska slavhandeln av slavar från Afrika till Medelhavsområdet. Under 1700-talet färdades beduinernas karavaner genom Sahara med slavar och guldpulver från Fezzan och Ghadamès till Tunisien: vid sekelskiftet 1800 ska ett antal av mellan 500 och 12.00 slavar ha anlänt till Tunis varenda år, och därifrån exporterats vidare till den muslimska delen av Medelhavet. 
Tunisien var liksom Algeriet centrum för slavhandeln på Barbareskkusten, och bas för barbareskpiraternas räder mot europeiska kuster och europeiska skepp på Atlanten och Medelhavet. Européer såldes sedan på slavmarknaden i Tunis eller friköptes av sina regeringar. Denna slavhandel upphörde efter andra barbareskkriget 1815.  
Slaveriet och slavhandeln i Tunisien avskaffades formellt av Ahmad I ibn Mustafa 23 januari 1846. Detta förbud accepterades offentligt av städernas befolkning, men slaveriet fortsatte öppet på landsbygden. Efter att fransmännen fått kontroll över landet förbjöds därför slaveriet en andra gång, denna gång av  Ali III Bey 28 maj 1890.